# Rip Point
Der Rip Point (englisch für Brandungsspitze) ist eine Landspitze von Nelson Island im Archipel der Südlichen Shetlandinseln. Sie bildet die Südseite der östlichen Einfahrt zur Fildes Strait.
Ihr deskriptiver Name ist auf einer Landkarte der britischen Admiralität verzeichnet, die auf Vermessungen durch Wissenschaftler der britischen Discovery Investigations aus dem Jahr 1935 beruht.